# بی‌اشتهایی عصبی
بی اشتهایی عصبی (به فرانسوی: Anorexie mentale) نوعی اختلال روانی در غذا خوردن است که در آن، بیمار از خوردن غذا به میزان کافی و با وجود گرسنگی امتناع می‌ورزد. این روند که معمولاً با آغاز و زیاده‌روی در یک رژیم غذایی آغاز می‌شود و به دلیل کاهش شدید وزن می‌تواند به بدن آسیب برساند. عدم تصور صحیح از شکل بدن و تناسب اندام، همچنین فشارهای اجتماعی و تصویرسازی نادرست رسانه‌ای از وزن ایده‌آل از دلایل بروز این بیماری شمرده می‌شود. بی‌اشتهایی عصبی با علائمی چون خوردن مقدار بسیار کم غذا با کالری بسیار اندک، قطع شدن قاعدگی، فشار خون پایین، کمبود چربی در بدن، زردی و رنگ پریدگی پوست، افسردگی، ضعف ماهیچه‌های قلبی یا ایست قلبی بروز می‌یابد و در صورت عدم ارجاع به متخصصین برای آغاز فرایند درمان به بیماری‌های قلبی و دیگر بیمارهای مرگبار خواهد انجامید. از جمله کسانی که به این اختلال مبتلا بود تاپ مدل فرانسوی ایزابل کارو بود که در ۲۸ سالگی درگذشت.
بی‌اشتهایی عصبی، که اغلب به آن بی‌اشتهایی گفته می‌شود، نوعی اختلال در غذا خوردن است که با کمبود وزن، محدودیت غذایی، ترس از افزایش وزن و تمایل شدید به لاغری مشخص می‌شود. بسیاری از افراد مبتلا به بی‌اشتهایی حتی اگر در حقیقت، کم وزن هم باشند، خود را دارای اضافه وزن می‌دانند. آن‌ها اغلب انکار می‌کنند که مشکل کم‌وزنی دارند. آنها مرتباً خود را وزن می‌کنند و تنها مقادیر کمی از غذاهای خاصی می‌خورند. برخی بیش از حد ورزش می‌کنند، خود را مجبور به استفراغ می‌کنند یا از ملین‌ها برای کاهش وزن استفاده می‌کنند. از جمله عوارض آن ممکن است پوکی استخوان، ناباروری و آسیب قلبی باشد. در زنان غالباً قاعدگی قطع می‌شود. در موارد شدید بی‌اشتهایی که افراد به‌طور مستمر امتناع از مصرف غذا دارند و برای افزایش وزن نیازمند مداخلات قابل توجه هستند، ممکن است پس از درخواست پدر و مادر یا قیم خود با توسل به زور تحت تغذیه از طریق لوله معده قرار بگیرند.
در حال حاضر علت آن مشخص نیست. به نظر می‌رسد برخی از اجزای ژنتیکی در دوقلوهای یکسان بیشتر از دوقلوهای غیرهمسان تحت تأثیر قرار دارند. به نظر می‌رسد عوامل فرهنگی نیز نقش مهمی دارند و جوامعی که به لاغری اهمیت می‌دهند دارای نرخ بالاتری از بیماری هستند. علاوه بر این، بیشتر در بین افرادی که در فعالیت‌هایی که به لاغری اهمیت می‌دهند، مانند دو و میدانی در سطح بالا، مدلینگ و رقص، رخ می‌دهد. بی اشتهایی غالباً به دنبال یک واقعه مهم تغییر دهنده زندگی یا استرس ایجاد می شود. تشخیص، به وزن قابل توجهی کم نیاز دارد. شدت بیماری بر اساس شاخص توده بدنی (BMI) در بزرگسالان مبتلا به بیماری خفیف با BMI بیشتر از ۱۷، BMI متوسط ۱۶ تا ۱۷، BMI شدید ۱۵ تا ۱۶ و BMI شدید کمتر از ۱۵ است. در کودکان از BMI برای صدک‌های سن کمتر از صدک‌های ۵ معمولاً استفاده می‌شود. درمان بی‌اشتهایی شامل رسیدن به وزن نرمال، درمان مشکلات اساسی روانشناختی و پرداختن به رفتارهایی است که مشکل را تقویت می‌کنند. در حالی که داروها به افزایش وزن کمک نمی‌کنند، اما ممکن است از آن‌ها برای کمک به اضطراب یا افسردگی همراه استفاده شود. روش‌های مختلف درمانی ممکن است مفید باشد، مانند درمان شناختی رفتاری یا روشی که والدین مسئولیت تغذیه کودک خود را به نام خانواده درمانی مودسلی بر عهده می‌گیرند. گاهی اوقات افراد برای بازیابی وزن نیاز به بستری شدن در بیمارستان دارند. شواهد مربوط به بهره‌مندی از تغذیه لوله بینی - معلوم نیست. چنین مداخله ای ممکن است برای بیماران بی‌اشتهایی و کارکنان مراقبت‌های بهداشتی بسیار ناراحت‌کننده باشد، در صورتی که خلاف میل بیمار تحت محدودیت اعمال شود. برخی از افراد مبتلا به بی اشتهایی فقط یک اپیزود دارند و بهبود می‌یابند در حالی که ممکن است در طی سال‌های دیگر دوره‌های مکرر در دیگران رخ دهد. بسیاری از عوارض با به‌دست آوردن وزن بهبود می‌یابند یا برطرف می‌شوند.
تخمین زده می‌شود که در برخی از دوره‌های زندگی در ۰٫۹٪ تا ۳٫۳٪ زنان و ۰٫۲٪ تا ۰٫۳٪ مردان در کشورهای غربی رخ دهد. در حدود ۰٫۴٪ از زنان جوان در یک سال معین مبتلا هستند و تخمین زده می‌شود که ده برابر بیشتر از مردان در زنان رخ دهد. نرخ در بیشتر کشورهای در حال توسعه نامشخص است. غالباً در دوران نوجوانی یا بزرگسالی شروع می‌شود. در حالی که بی‌اشتهایی در طی قرن ۲۰ معمولاً تشخیص داده می‌شود، مشخص نیست که آیا این امر به دلیل افزایش فرکانس یا تشخیص بهتر آن بوده‌است. در سال ۲۰۱۳، به‌طور مستقیم منجر به حدود ۶۰۰ مرگ در سراسر جهان شد، در حالی که ۴۰۰ مرگ در سال ۱۹۹۰ بود. اختلالات خوردن همچنین باعث افزایش خطر مرگ فرد در طیف وسیعی از دلایل دیگر از جمله خودکشی می‌شود. حدود ۵٪ از افراد مبتلا به بی‌اشتهایی در طی یک دوره ده ساله بر اثر عوارض جان خود را از دست می‌دهند، تقریباً ۶ برابر خطر افزایش یافته‌است. اصطلاح «بی اشتهایی عصبی» اولین بار در سال ۱۸۷۳ توسط ویلیام گول برای توصیف این بیماری استفاده شد.

## علائم و نشانه‌ها
بی‌اشتهایی عصبی نوعی اختلال خوردن است که با تلاش برای کاهش وزن تا حد گرسنگی مشخص می‌شود. یک فرد مبتلا به بی‌اشتهایی عصبی ممکن است تعدادی از علائم و نشانه‌ها را از خود بروز دهد، نوع و شدت آن ممکن است متفاوت باشد و ممکن است وجود داشته باشد اما به‌ راحتی آشکار نشود.
آنورکسیا عصبی و سو تغذیه مرتبط با آن که ناشی از گرسنگی است، می‌تواند در هر ارگان اصلی بدن عوارضی ایجاد کند. هیپوکالمی، افت سطح پتاسیم در خون، نشانه بی‌اشتهایی عصبی است. افت قابل توجه پتاسیم می‌تواند باعث ریتم غیرطبیعی قلب، یبوست، خستگی، آسیب عضلانی و فلج شود. علائم ممکن است شامل موارد زیر باشد:
- شاخص توده بدن کم برای سن و قد فرد.
- آمنوره، علامتی که پس از کاهش وزن طولانی مدت رخ می‌دهد. باعث می‌شود قاعدگی متوقف شود، موها شکننده شوند و پوست زرد و ناسالم شود.
- ترس حتی از کوچک‌ترین افزایش وزن. انجام تمام اقدامات پیشگیرانه برای جلوگیری از افزایش وزن یا «اضافه وزن».
- کاهش سریع و مداوم وزن.[۲۱]
- Lanugo: موهای نرم و ظریف روی صورت و بدن رشد می‌کند.[۲۰]
- وسواس در شمارش کالری و نظارت بر محتوای چربی غذا.
- مشغله غذا، دستور العمل یا پخت‌و‌پز؛ ممکن است شام‌های مفصلی برای دیگران بپزند، اما خودشان غذا نخورند یا قسمت خیلی کمی از آن‌ها را مصرف کنند.
- محدودیت‌های غذایی علی‌رغم کمبود وزن یا وزن مناسب.
- تشریفات غذایی، مانند برش دادن غذا به تکه‌های ریز، امتناع از خوردن غذا در اطراف دیگران و مخفی کردن یا دور ریختن غذا.
- پاکسازی: ممکن است از ملین‌ها، قرص‌های رژیمی، شربت ipecac یا قرص‌های آب برای دفع غذا پس از خوردن غذا استفاده کنید یا ممکن است استفراغ ایجاد کنند، اگرچه این علامت شایع پرخوری است.
- ورزش بیش از حد[۲۲] از جمله ورزش میکرو، به عنوان مثال انجام حرکات مداوم کوچک انگشتان دست و پا.
- تصور از خود به عنوان فرد دارای اضافه وزن، در تضاد با واقعیت کم وزنی.
- عدم تحمل سرما و شکایت مکرر از سرماخوردگی؛ در تلاش برای صرفه‌جویی در انرژی به دلیل سوء‌تغذیه، ممکن است دمای بدن (هیپوترمی) کاهش یابد.[۲۳]
- افت فشار خون یا افت فشار خون وضعیتی.
- برادی کاردی یا تاکی کاردی.
- افسردگی، اختلالات اضطرابی و بی‌خوابی.
- تنهایی: ممکن است از دوستان و خانواده اجتناب کرده و گوشه‌گیر و پنهان کارتر شود.
- اتساع شکم.
- هالیتوز یا بوی بد دهان (به علت استفراغ یا کتوز ناشی از گرسنگی).
- خشکی مو و پوست و همچنین کم پشتی مو.
- خستگی مزمن
- تغییرات سریع خلق و خوی.
- تغییر رنگ پا باعث ظاهر نارنجی می‌شود.
- داشتن تنش شدید عضلانی، درد و درد.
- شواهد / عادات خودآزاری یا تنفر از خود.
- تحسین افراد لاغرتر.
- ناباروری

## مشکلات مرتبط
سایر مسائل روانشناختی ممکن است همراه با بی‌اشتهایی عصبی باشد. بعضی از آن‌ها معیارهای تشخیص جداگانه محور I یا اختلال شخصیتی را دارند که با محوریت دوم رمزگذاری شده و بنابراین با اختلال خوردن تشخیص داده شده همراه است. برخی از افراد دارای یک اختلال قبلی هستند که ممکن است آسیب‌پذیری آن‌ها را در برابر ابتلا به اختلال خوردن افزایش دهد و برخی دیگر پس از آن به آن‌ها مبتلا می‌شوند. نشان داده شده‌است که وجود اختلال روان‌پزشکی Axis I یا Axis II بر شدت و نوع علائم بی‌اشتهایی عصبی در نوجوانان و بزرگسالان تأثیر می‌گذارد.
وسواس و اختلال شخصیت وسواسی (OCPD) با AN، به ویژه زیرگروه محدود کننده بسیار همراه هستند. OCPD با علائم شدیدتر و پیش‌آگهی بدتر در ارتباط است. علت ارتباط بین اختلالات شخصیت و اختلالات خوردن هنوز به‌طور کامل مشخص نشده‌است. سایر بیماری‌های همزمان شامل افسردگی، اعتیاد به الکل، اختلال شخصیت مرزی و سایر اختلالات شخصیتی، اختلالات اضطرابی، اختلال بیش فعالی با کمبود توجه، و اختلال بدشکلی بدن (BDD) است. افسردگی و اضطراب شایع‌ترین بیماری‌های همراه است، و افسردگی با نتیجه بدتری همراه است.

## علل بیماری
شواهدی در مورد عوامل خطر بیولوژیکی، روانی، رشدی و فرهنگی اجتماعی وجود دارد، اما علت دقیق اختلالات خوردن مشخص نیست.

### ژنتیکی
بی‌اشتهایی عصبی بسیار وراثتی است. مطالعات دوقلو میزان وراثت پذیری بین ۲۸ تا ۵۸ درصد را نشان داده‌است. اقوام درجه یک مبتلایان به بی‌اشتهایی، تقریباً ۱۲ برابر خطر ابتلا به بی‌اشتهایی را دارند.

### محیطی
عوارض زنان و زایمان: عوارض قبل از تولد و پری ناتال مانند زایمان زودرس، کم خونی مادر، دیابت شیرین، پره اکلامپسی، آنفارکتوس جفت و ناهنجاری‌های قلب نوزاد ممکن است در ایجاد بی‌اشتهایی عصبی نقش داشته باشد. عوارض نوزادی همچنین ممکن است بر جلوگیری از آسیب بالا، که یکی از ویژگی‌های شخصیتی مرتبط با ایجاد AN است تأثیر بگذارد.

### اجتماعی
این افزایش به آسیب‌پذیری و درونی‌سازی ایده‌آل‌های بدن مرتبط بوده‌است. افراد در مشاغلی که فشار اجتماعی خاصی برای لاغر شدن دارند (مانند مدلها و رقصنده‌ها) بیشتر دچار بی‌اشتهایی می‌شوند، و کسانی که دچار بی‌اشتهایی هستند، تماس بسیار بیشتری با منابع فرهنگی دارند که باعث کاهش وزن می‌شوند. این روند همچنین می‌تواند برای افرادی که در برخی از ورزش‌ها شرکت می‌کنند مانند جوکی‌ها و کشتی‌ها مشاهده شود. در ورزش با تأکید بر زیبایی، در مواردی که چربی کم بدن مزیت دارد، و ورزش‌هایی که فرد باید وزن خود را برای رقابت افزایش دهد، شیوع بالاتری از بی‌اشتهایی عصبی دارد.

### تأثیر رسانه‌ها
تماس مداوم با رسانه‌هایی که ایده‌آل‌های بدن را ارائه می‌دهند، ممکن است یک عامل خطر برای نارضایتی بدن و بی‌اشتهایی عصبی باشد. ایده‌آل فرهنگی برای فرم اندام مردان و زنان همچنان به نفع زنان لاغر و مردان عضلانی ورزشکار V شکل است. یک بررسی در سال ۲۰۰۲ نشان داد که از بین مجله‌هایی که در بین افراد ۱۸ تا ۲۴ سال محبوب‌ترین است، آن‌هایی که توسط مردان خوانده می‌شوند، بر خلاف آنچه توسط زنان خوانده می‌شوند، بیشتر دارای تبلیغات و مقالات مربوط به شکل هستند تا رژیم. عدم رضایت از بدن و درونی شدن ایده‌آل‌های بدن از عوامل خطر بی‌اشتهایی عصبی است که سلامتی جمعیت مرد و زن را تهدید می‌کند.

## مکانیسم
شواهد حاصل از مطالعات فیزیولوژیکی، دارویی و تصویربرداری عصبی نشان می‌دهد که سروتونین (5-HT نیز نامیده می‌شود) ممکن است در بی‌اشتهایی نقش داشته باشد. در افرادی که به شدت بدحال هستند، تغییرات متابولیکی ممکن است تعدادی از یافته‌های بیولوژیکی را در افراد مبتلا به بی اشتهایی ایجاد کند که لزوماً عامل رفتار بی‌اشتهایی نیستند. به عنوان مثال، پاسخ‌های هورمونی غیرطبیعی به چالش‌های داروهای سروتونرژیک در طی بیماری حاد مشاهده شده‌است، اما بهبودی مشاهده نشده‌است. با این وجود، افزایش غلظت مایع مغزی نخاعی اسید ۵-هیدروکسی اندول استیک (متابولیتی از سروتونین) و تغییر در رفتار بی‌اشتهایی در پاسخ به کاهش حاد تریپتوفان (تریپتوفان پیش ماده متابولیکی سروتونین است) از بی‌اشتهایی پشتیبانی می‌کند. گزارش شده‌است که فعالیت گیرنده‌های 5-HT 2A در بیماران مبتلا به بی‌اشتهایی در تعدادی از مناطق قشر مغز کمتر است ، این امر مستلزم پتانسیل اتصال کمتر این گیرنده است که توسط PET یا SPECT اندازه‌گیری می‌شود. اگرچه این یافته‌ها ممکن است توسط اختلالات روان‌پزشکی همراه اشتباه گرفته شود، اما به‌طور کلی آن‌ها نشان دهنده تأثیر سروتونین در بی‌اشتهایی است.

## تشخیص
ارزیابی تشخیصی شامل شرایط فعلی فرد، سابقه زندگی، علائم فعلی و سابقه خانوادگی فرد است. این ارزیابی همچنین شامل یک معاینه حالت روانی است، که ارزیابی خلق و خوی فعلی و محتوای فکر فرد است، با تمرکز بر دیدگاه‌ها در مورد وزن و الگوهای غذا خوردن.

### DSM-5
آنورکسیا عصبی در آخرین بازبینی کتابچه راهنمای تشخیصی و آماری اختلالات روانی (DSM 5) در گروه اختلالات تغذیه طبقه‌بندی شده‌است. عدد مشخص BMI وجود ندارد که وزن کم مورد نیاز برای تشخیص بی‌اشتهایی عصبی را تعریف کند.
معیارهای تشخیصی بی‌اشتهایی عصبی (که همه آنها برای تشخیص باید رعایت شوند) عبارت‌اند از:
محدود کردن مصرف انرژی که منجر به کاهش وزن بدن می‌شود.
ترس شدید از افزایش وزن یا رفتارهای مداوم که در افزایش وزن تداخل ایجاد می‌کند.
اختلال در نحوه تجربه وزن یا شکل بدن فرد یا عدم شناخت در مورد خطرات وزن کم بدن.
معیار آمنوره نسبت به نسخه قبلی حذف شده‌است.

### انواع
دو نوع بی‌اشتهایی عصبی داریم:
نوع پرخوری / پاکسازی: فرد پرخوری می‌کند یا رفتار پاکسازی را به عنوان وسیله‌ای برای کاهش وزن انجام می‌دهد.
نوع محدود کننده: فرد از محدود کردن مصرف غذا، روزه، قرص‌های رژیمی یا ورزش به عنوان وسیله‌ای برای کاهش وزن استفاده می‌کند.

## درمان
درمان بر سه اصل استوار است:
رساندن فرد به وزن نرمال، 
درمان اختلال هایروانشناختی همزمان؛
کاهش یا حذف رفتارها یا افکاری که در اصل منجر به اختلال شده‌است.

### رژیم
رژیم غذایی مهم‌ترین عامل درمان در افراد مبتلا به بی‌اشتهایی عصبی است و باید متناسب با نیازهای هر فرد باشد. هنگام تنظیم برنامه‌های غذایی و همچنین غذاهایی که چگالی انرژی بیشتری دارند، تنوع غذایی مهم است. افراد باید کالری کافی مصرف کنند، این کار به آرامی شروع می‌شود و با سرعت اندازه‌گیری‌شده، افزایش می‌یابد. شواهد مربوط به نقش مکمل روی در هنگام تغذیه مشخص نیست.

### روان‌درمانی
روان‌درمانی برای افراد مبتلا به AN چالش‌برانگیز است زیرا ممکن است برای لاغری ارزش قائل شوند و به دنبال حفظ کنترل و مقاومت در برابر تغییر باشند. برخی مطالعات نشان می‌دهد که درمان مبتنی بر خانواده در نوجوانان مبتلا به AN نسبت به درمان فردی برتر است. با توجه به ماهیت این بیماری، درمان افراد مبتلا به AN می‌تواند دشوار باشد زیرا آن‌ها از افزایش وزن ترس دارند. در ابتدا ایجاد تمایل به تغییر مهم است.